# Али Аслан
Али Аслан (араб. علي أصلان‎; род. 1932, Джабла, Латакия) — бывший начальник Генерального штаба Сирийской армии, член Центрального комитета сирийского регионального отделения арабской социалистической партии Баас и близкий соратник покойного сирийского президента Хафеза Асада. Отмечалось, что Али Аслан значительно улучшил сирийскую военную боеспособность, при этом работая при серьёзных финансовых ограничениях.

## Происхождение
Али Аслан родом из алавитской семьи, являющейся частью племени калбийя, как и Хафез Асад. Али Аслан родился в 1932 году.

## Карьера
Аслан начал службу в Сирийской армии в 1956 году. Он обучался в Военной академии Хомса, продолжив своё обучение в Советском Союзе. Аслан был назначен командиром Сирийской 8-й пехотной бригады в октябре 1966 года. Взлёт в его карьере произошел в ноябре 1970 года, когда он поддержал военный переворот, приведший Хафеза Асада к власти в Сирии. В итоге он был назначен командиром 1-й и 5-й пехотных дивизий Сирийской армии. В 1972 году Аслан был назначен начальником «оперативного» бюро Генерального штаба Сирийской армии. Он командовал 5-й механизированной пехотной бригадой в 1973 году. Войска под его командованием были успешными на начальных этапах войны 1973 года с Израилем, когда они прорвали оборонительную линию противника и освободили от израильтян Голанские высоты.
Али Аслан стал во главе контингента Сирийской армии, участвовавшей в оккупации Ливана с 1976 по 1979 год, ответственного за «стодневную войну» против Ливанских сил Башира Жмайеля. В начале 80-х годов Аслан был заместителем начальника штаба и начальником управления Сирийской армии. Он был назначен командующим 2-го корпуса, и ему было присвоено звание генерал-лейтенанта в июле 1984 года. В 1989 году он был назначен помощником начальника штаба Сирийской армии, став настоящим «оперативным мозгом» сирийской армии. 5 июля 1998 года Аслан был назначен начальником штаба, заменив Хикмата аш-Шихаби на этой должности, которую тот занимал с 1973 года и был вынужден уйти на пенсию. Аслан был сторонником обязательного призыва на военную службу для сирийских мужчин, и был главным переговорщиком по поставке оружию в Сирию, в том числе контактируя с Россией, Китаем, Арменией, КНДР и Ираном, а также заключая военные договоры с Японией и несколькими странами Восточной Европы.
После смерти Хафеза Асада в 2000 году был сформирован комитет из 9 членов для наблюдения за переходным периодом, и Али Аслан был одним из его членов. Кроме того, он стал членом центрального комитета партии Баас летом 2000 года. Аслан был одним из старейших должностных лиц, способствовавших укреплению власти Башара Асада. Однако он был освобождён от должности начальника штаба Башаром Асадом в январе 2002 года в рамках программы реформ молодого президента, а также после сообщений о его конфликте с Асефом Шаукатом из-за кадровых перестановок. Место Аслана занял его тогдашний заместитель Хасан Туркмани, а сам Аслан был позднее назначен военным советником президента. В июне 2005 года Аслан покинул центральный комитет партии Баас и ушёл из политики.